# Brevivulva electroma
Brevivulva electroma is een vliesvleugelig insect uit de familie Eupelmidae. De wetenschappelijke naam is voor het eerst geldig gepubliceerd in 2009 door Gibson.